# Bethia
Bethia es un holding chileno fundado en 1994. Funciona como matriz de inversiones de Liliana Solari, una de las dueñas de Falabella, que posee propiedad en múltiples rubros como salud, viñas y medios de comunicación, entre otros.

## Historia
Los orígenes de Bethia se remontan a 1987, cuando Liliana Solari Falabella (hija de Alberto Solari Magnasco) compró un fundo en la ciudad de Los Ángeles, región del Biobío para dedicarse a la crianza de caballos de carrera purasangre. Finalmente, en 1994 se fundó el holding Bethia adoptando el nombre de una de sus yeguas. Inicialmente el grupo poseía intereses en diferentes áreas: la multinacional Falabella (12,5%), la Inmobiliaria Titanium (50%) y el Club Hípico de Santiago (10%), entre otras. Posteriormente se expandió al área agrícola con viñas, transportes y sanitarias. El grupo también poseía el manejo de la marca Parmalat en Chile, que desapareció del mercado en la década de 2010. 
El 27 de diciembre de 2011 adquirió el 100 % de las acciones de la Red Televisiva Megavisión compuesta por la señal abierta Mega, ETC y Candela FM (95.3 FM) del Grupo Claro, sellando el traspaso el 16 de marzo de 2012, por aproximadamente $182 millones. En enero de 2013 se cerró la compra de Isapre Colmena Golden Cross y su participación en clínicas regionales, por una suma de $500 millones mediante un Fondo de Inversión Privado encabezado por el holding. Meses más tarde, acuerda la venta de su participación en la Red de Clínicas Regionales, a la Asociación Chilena de Seguridad y la Cámara Chilena de la Construcción, la cual es adquirida por estos socios.

## Empresas
- Mega Media
  - Mega
  - Mega 2
  - Mega Plus
  - Mega Ficción
  - Meganoticias Ahora
  - ETC (100%)
  - Megamedia Radio
    - Radio Disney (bajo licencia de The Walt Disney Company Latin America)
    - Radio Carolina
    - Radio Infinita
    - Romántica FM
    - FM Tiempo

  - Mega Global Entertainment (joint-venture con SBS, Mediaset y Zona A)[4]
- Inmobiliaria Titanium S.A. (Titanium La Portada)
- Transportes Sotraser
- Ancali
- Haras Don Alberto
- Participación en:
  - Grupo Falabella (12,5 %)
  - Isapre Colmena
  - Club Hípico de Santiago
  - Aguas Andinas
  - Tottus
  - LATAM
  - Viña Indomita
  - Viña Santa Alicia
  - Viña Dos Andes (perteneciente hasta 2012 al grupo Corpora)